# АНЗЮС
А́НЗЮС (англ. ANZUS Security Treaty — Australia, New Zealand, United States), «Тихоокеанський пакт безпеки», Договір безпеки Австралія, Нова Зеландія, США або Договір ANZUS — військовий союз 3-х держав: Австралії, Нової Зеландії та США. 
Цей договір був одним із низки договорів, які Сполучені Штати уклали в епоху 1949–1955 як частину своєї колективної відповіді на загрозу комунізму під час холодної війни. Членство Нової Зеландії було припинено в АНЗЮС у 1986, оскільки вона ініціювала створення без'ядерної зони у своїх територіальних водах. Наприкінці 2012 Сполучені Штати зняли 26-річну заборону на відвідування військовими кораблями Нової Зеландії баз Міністерства оборони США та берегової охорони США по всьому світу. Нова Зеландія зберігає без'ядерну зону як частину своєї зовнішньої політики, і її частково призупинено в АНЗЮС, оскільки Сполучені Штати дотримуються неоднозначної політики незалежно від того, чи мають військові кораблі ядерну зброю чи ні, і чисельні атомні авіаносці та підводні човни; проте Нова Зеландія відновила ключові сфери договору АНЗЮС у 2007. 
Наприкінці 2021 ANZUS був затьмарений AUKUS, тристороннім безпековим партнерством між Австралією, Великою Британією та Сполученими Штатами. Він передбачає співпрацю в атомних підводних човнах, яку Нова Зеландія не підтримувала. Австралії та Нової Зеландії "є полюсами один від одного з точки зору того, як вони бачать світ. ... Я думаю, що цей альянс підкреслює, що вони йдуть у дуже різних напрямках,” сказав Джеффрі Міллер, міжнародний аналітик Democracy Project в Новій Зеландії.

## Назва
АНЗЮС названо за першими буквами країн-учасниць (англ. Australia, New Zealand, United States).

## Історія
Угода між державами підписана в Сан-Франциско (США) 1 вересня 1951 і набрала чинності 29 квітня 1952. Строк угоди необмежений. Члени АНЗЮС взяли участь у підготовці СЕАТО і ввійшли в її склад.